# Ouachita (góry)

Mapa topograficzna pasma

Ouachita (ang. Ouachita Mountains) – pasmo górskie leżące w południowej części Stanów Zjednoczonych, na terenie stanów Arkansas i Oklahoma, pomiędzy rzekami Arkansas i Red. Najwyższym szczytem jest Mount Magazine o wysokości 839 m n.p.m.

## Geologia i warunki naturalne
W obrębie pasma występują liczne równoległe grzbiety górskie zbudowane w większości z piaskowców; prócz tego z kwarcytów, łupków ilastych, innych łupków oraz rogowców. Inaczej niż w przypadku pasm takich jak Góry Skaliste czy Appalachy góry Ouachita mają układ równoleżnikowy, ciągnąc się ze wschodu na zachód. Gleby mogą być zarówno skaliste, jak i pozbawione skał; występują wilgotne czerwonoziemy (udults). Średnia roczna suma opadów wynosi około 1220–1420 mm, zaś średnia roczna temperatura 16–17 °C.

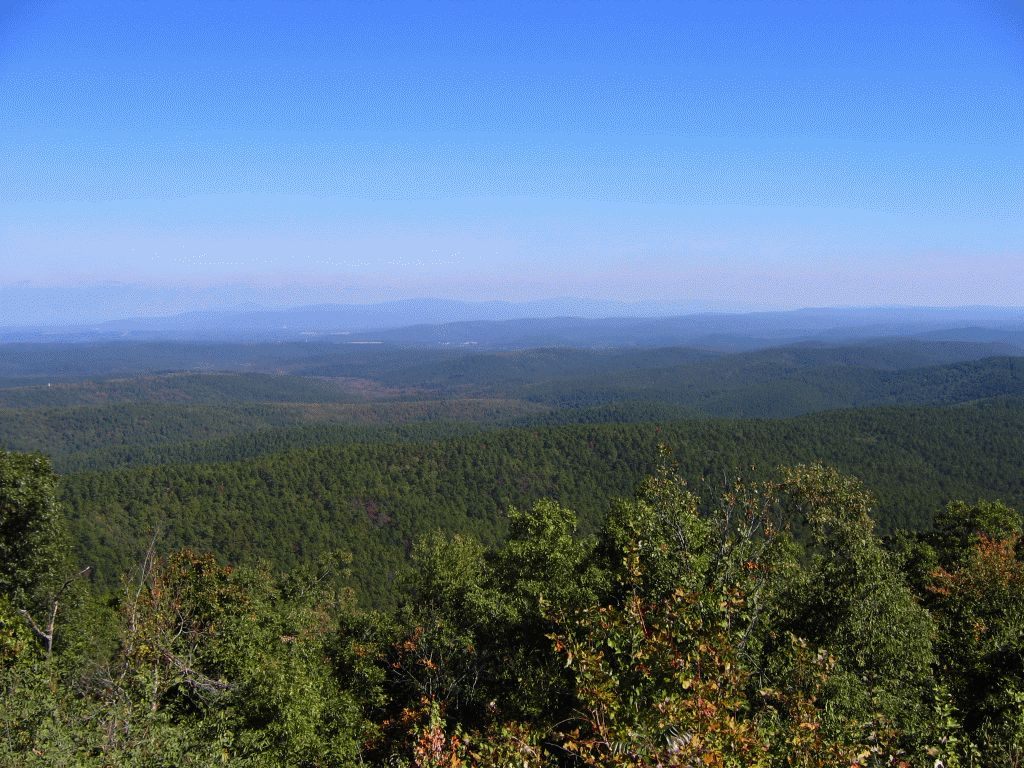
Ouachita National Forest

## Flora
Widoczny jest równoleżnikowy układ stref roślinnych. Stoki porastają lasy, obecne są m.in. dąb czerwony (Quercus rubra), Quercus stellata, dąb barwierski (Q. velutina), dąb biały (Q. alba), orzesznik owłosiony (Carya tomentosa), Pinus echinata i sosna taeda (P. taeda). Do gatunków endemicznych dla Stanów Zjednoczonych, które występują w Ouachita Mountains, należą Valerianella nuttallii, Nemastylis nuttallii, Amsonia hubrichtii, Eriocaulon kornickianum, Euphorbia missurica, Bulbostylis capillaris, Amsonia hubrichtii.

## Fauna
Góry Ouachita zamieszkują jeleniowate, baribale (Ursus americanus), wiewiórki szare (Sciurus carolinensis), wiewiórki czarne (Sciurus niger), szopy pracze (Procyon lotor), dzikie króliki z rodzaju Sylvilagus, kojoty (Canis latrans). Spoza ssaków wymienić można endemiczne płazy – Plethodon ouachitae i Plethodon fourchensis (bezpłucnikowate). Z ptaków występują (kolejność niesystematyczna) m.in. indyk zwyczajny (Meleagris gallopavo), sępnik różowogłowy (Cathartes aura), sępnik czarny (Coragyps atratus), myszołów rdzawosterny (Buteo jamaicensis) i myszołów rdzawoskrzydły (B. lineatus).

## Ochrona przyrody
Góry Ouachita prawie w całości obejmuje Ouachita National Forest, z którym graniczy Park Narodowy Hot Springs. Baribale występują w tym regionie dzięki ich reintrodukcji w całym zachodnim Arkansas w latach '50 i '60 XX wieku.